# Жабуны
Жабуны (лат. Opsanus) — род морских лучепёрых рыб из семейства батраховых (Batrachoididae). Представители рода распространены в западной части Атлантического океана. Длина тела варьируется от 12,6 до 43,2 см. Это придонные хищные рыбы, поджидающие добычу в засаде.

## Описание
Кожа голая. Три боковые линии. В первом спинном плавнике три колючих луча, а во втором спинном плавнике 23—27 мягких лучей. В анальном плавнике 19—23 мягких луча. Маленькие брюшные плавники расположены перед грудными плавниками.
Самцы охраняют кладку икры. Способны издавать звуки с помощью плавательного пузыря.

## Классификация
В состав рода включают 5 видов:
- Opsanus beta (Goode &  Bean, 1880)
- Opsanus dichrostomus Collette, 2001
- Opsanus pardus (Goode & Bean, 1880)
- Opsanus phobetron Walters & C. R. Robins, 1961
- Opsanus tau (Linnaeus, 1766)

В 2005 году был описан новый вид Opsanus brasiliensis из прибрежных вод Бразилии. Однако позднее было показано, что данный вид был описан ошибочно как новый вид и является синонимом O. beta.